# Керчу Олег Миколайович
Олег Миколайович Керчу (нар. 6 липня 1984, Чернівці, УРСР) — український футболіст, захисник. Рекордсмен чернівецької «Буковини» за кількістю зіграних поєдинків в український період. Нині тренер.

## Біографія
Вихованець буковинського футболу (перший тренер - Михайло Мельник), згодом займався в ДЮСШ «Буковина» (тренер - Юрій Крафт). Професійну кар'єру розпочав саме у чернівецькій «Буковині». Дебютував 26 липня 2001 року в домашньому матчі Кубка України проти львівського «Динамо» (2:1). За буковинський клуб у 2001—2005 роках зіграв 134 матчі (7 голів). Після цього періоду отримав за прошення на перегляд до такої команди, як ФК «Харків», але закріпитися в цьому клубі йому не вдалося і Олег у 2006 році підписав контракт з чернігівською «Десною», у складі якої став переможцем Другої ліги України. На початку 2007 року перебрався з «Десни» в івано-франківське «Прикарпаття», проте перед цим був на перегляді в латвійському вищоліговому клубі «Вентспілс». В складі «прикарпатців» провів 15 матчів та разом із командою здобув срібні медалі Другої ліги України.
У серпні того ж року повернувся в рідну «Буковину», де став одним з лідером команди, а з часом і капітаном команди. У складі рідної команди став переможцем Другої ліги України (щоправда, в чемпіонському сезоні через травму коліна зіграв зовсім мало), а також рекордсменом чернівецької команди за кількістю зіграних поєдинків у чемпіонаті і Кубку України. У сезоні 2012/13 разом з командою посів 4-е місце в першій українській лізі, яке через певні обставини інших команд могло дозволити розраховувати на підвищення в класі, проте ФФУ відмовило «Буковині» у виступах у Прем'єр-лізі. І в зимове міжсезоння наступного сезону в зв'язку з фінансовими труднощами (які власне були пов'язані саме з цією «відмовою»), Керчу, як і раніше ряд інших гравців, покинув рідний клуб. За цей семи літній період він провів 159 матчів, в яких забив 12 голів.
У 2014 році перейшов у білоруський «Нафтан», де вже до цього тривалий час грав добре йому знайомий Руслан Гунчак. Дебютував за «Нафтан» 29 березня в домашньому матчі Вищої Білоруської ліги проти «Торпедо-БелАЗ» (2:0), а 26 липня відзначився дебютним голом (матч 1/16 фіналу Кубка Білорусі проти «АК Ждановичі» (4:0)). Відігравши один сезон за білорусів, узимку 2015 роки перебрався до тернопільської «Ниви» (в тернопільській команді Олег був капітаном), улітку продовжив контракт ще на один рік, проте в кінці серпня залишив клуб. Наприкінці березня 2016 повернувся до складу рідної «Буковини». Наприкінці квітня, провівши чотири офіційні матчі залишив рідну команду та вирушив у Канаду, де планував виступати за колектив «Торонто Атомік» але в результаті виступав за ФК «Юкрейн Юнайтед».
1 березня 2017 року вже вчетверте у своїй кар'єрі підписав контракт з рідною «Буковиною», де його обрали віце-капітаном команди. 8 квітня того ж року Олег провів 300-й офіційний матч у складі «Буковини». У травні того ж року покинув склад рідного клубу і знову відправився в Канаду, де виступав за клуб «Воркута» (Торонто). У новій команді Олегу довірили капітанську пов'язку. Також в канадському клубі він є автором першого гола в історії ФК «Воркута» в чемпіонатах Канадської Футбольної Ліги та автором золотого гола, який приніс команді титул чемпіонів регулярного сезону Канадської Футбольної Ліги. З квітня по травень 2019 року Керчу знову був заявлений за рідну чернівецьку команду, в якій в черговий раз виконував обов'язки капітана.
З липня того ж року виступав за один із найсильніших аматорських клубів чемпіонату Хмельницької області: «Епіцентр» (Дунаївці), який в той же час виступав і в чемпіонаті України серед аматорів. Проте уже незабаром перейшов до прямого конкурента: «Покуття» (Коломия), що представляв Івано-Франківський край в тій же групі аматорської першості. З нового року став тренером в рідній ДЮСШ, в якій працював помічником головних тренерів в двох вікових групах. З 2023 року тренував юнацький (U-19) склад, який виступає у всеукраїнській лізі юніорів. Паралельно в літнє міжсезоння 2023 року увійшов в тренерський штаб «Буковини», хоча і до цього Олег Миколайович неоднократно залучався до тренувальних зборів команди.

## Особисте життя
Одружений, виховує двох дітей.

## Досягнення
- Переможець Другої ліги України (2): 2005/06, 2009/10
- Срібний призер Другої ліги України (1): 2006/07

У Канаді
- Переможець регулярного чемпіонату Канадської футбольної ліги (1): 2017
- Переможець плей-офф Канадської футбольної ліги (1): 2018
- Срібний призер регулярного чемпіонату Канадської футбольної ліги (2): 2016, 2018
- Півфіналіст плей-оф Канадської футбольної ліги (2): 2016, 2017

## Статистика
| Україна                  | Матчі | Кількість забитих м'ячів |
| ------------------------ | ----- | ------------------------ |
| Перша ліга               | 131   | 9                        |
| Кубок                    | 13    | 0                        |
| Друга ліга               | 225   | 14                       |
| Білорусь                 | Матчі | Кількість забитих м'ячів |
| Вища ліга                | 31    | 0                        |
| Кубок                    | 2     | 1                        |
| Канада                   | Матчі | Кількість забитих м'ячів |
| Канадська футбольна ліга | 49    | 10                       |
| Всього за кар'єру        | 451   | 34                       |